# Noboru Ueda
Noboru Ueda (上田 昇, Ueda Noboru), né le 23 juillet 1967 à Tahara (Japon), est un pilote de vitesse moto japonais.
Il fut exclusivement un pilote de 125 cm3. Ueda commença sa carrière en Grand Prix par une victoire lors de la course inaugurale de la saison 1991 au Japon. Ses meilleures saisons furent 1994 et 1997. Il termina second du championnat 125 cm3 ces deux années, derrière Kazuto Sakata pour la première, et derrière Valentino Rossi pour la seconde.
Surnommé Nobby, Ueda pilota pour Honda durant toute sa carrière.

## Palmarès
- Vice-champion du monde 125 cm3 en 1994 et 1997
- 13 victoires en grand prix, 39 podiums

| Victoires | Grand Prix         | Année |
| --------- | ------------------ | ----- |
| 1         | Japon              | 1991  |
| 2         | Espagne            | 1991  |
| 3         | Europe             | 1993  |
| 4         | Malaisie           | 1994  |
| 5         | Italie             | 1994  |
| 6         | France             | 1994  |
| 7         | Japon              | 1997  |
| 8         | Autriche           | 1997  |
| 9         | République tchèque | 1997  |
| 10        | Australie          | 1997  |
| 11        | Malaisie           | 1998  |
| 12        | Brésil             | 1999  |
| 13        | Italie             | 2001  |